# Perquè el món és buit i jo he tocat el cel
"Perquè el món és buit i jo he tocat el cel" (títol original en anglès "For the World is Hollow and I Have Touched the Sky") és el vuitè episodi de la tercera temporada de la sèrie de televisió de ciència-ficció estatunidenca Star Trek. Escrit per Rik Vollaerts i dirigit per Tony Leader, es va emetre per primera vegada el 8 de novembre de 1968.
A l'episodi, la tripulació de la Enterprise s'afanya a evitar que un asteroide xoqui amb un món de la Federació, però descobreix que l'asteroide és en realitat un nau generacional.

## Argument
La nau estel·lar de la Federació Enterprise es troba amb una nau disfressada d'un gran asteroide, que està en curs de col·lisió amb el planeta Daran V. El capità Kirk i el primer oficial Spock es dirigeixen a l'interior de la nau, juntament amb Dr. McCoy, que pateix una malaltia mortal anomenada xenopolicitèmia. Són atacats i sotmesos per un grup d'humanoides, la gran sacerdotessa dels quals, Natira, els dóna la benvinguda al "món de Yonada" i ordena que siguin portats davant de l' "Oracle". Aquest Oracle demostra el seu poder administrant una descàrrega elèctrica potent.
Mentre es recuperen, un vell s'hi acosta i els diu que ha pujat a les muntanyes del seu món i ha descobert que "el món és buit i jo he tocat el cel". Aleshores s'ensorra i mor, i la seva templa brilla en vermell. Natira entra i lamenta la bogeria de l'home. Aleshores els dóna permís als tres per explorar Yonada, però McCoy decideix quedar-se amb Natira. Spock assenyala que el sistema d'escriptura de Yonada s'assembla al dels Fabrini, una raça que va ser destruïda per una supernova fa 10.000 anys. La gent de Yonada és, òbviament, els seus descendents, però desconeix la naturalesa del seu món.
McCoy i Natira s'han enamorat, i Natira demana permís a l'Oracle per casar-se amb McCoy, que l'Oracle concedeix amb la condició que McCoy accepti un "instrument d'obediència". Aleshores, Kirk i Spock són descoberts, havent entrat en secret a la Sala Oracle. La Natira diu que els ha d'executar per la seva transgressió, però McCoy la persuadeix perquè cedeixi. Mentre Kirk i Spock es preparen per tornar a l' Enterprise, McCoy declara la seva intenció de quedar-se amb la Natira.
McCoy es casa amb Natira i li implanten un instrument d'obediència al temple. Natira li mostra el seu text sagrat, el "Llibre del Poble". McCoy sospita que té la clau per tornar a Yonada al rumb, i truca a Enterprise per compartir aquesta informació, la qual cosa fa que el seu dispositiu d'obediència s'activi. Kirk i Spock es transporten de tornada a Yonada, i Spock treu el dispositiu de McCoy mentre Kirk intenta explicar la veritat a Natira. Quan el propi dispositiu de Natira s'activa, McCoy l'elimina mentre Kirk i Spock tornen a tractar amb l'Oracle. Spock aprèn del Llibre com entrar a la sala de control darrere de l'altar de l'Oracle, on descobreixen els controls de navegació del vaixell i corregeixen el rumb de Yonada. Spock també descobreix els arxius Fabrini, que contenen una cura per a l'estat de McCoy. McCoy torna a l' Enterprise on és tractat amb èxit, amb l'esperança de tornar a veure la Natira quan Yonada arribi al seu nou món natal d'aquí a un any.

## Doblatge al català
L’episodi va ser doblat al català pels estudis Tecni-3 (primera part) i Diálogo (segona part) i emés a TV3 l’any 1989.
| Personatge                | Actor/actriu        | Veu en català                      |
| ------------------------- | ------------------- | ---------------------------------- |
| James T. Kirk             | William Shatner     | Jordi Boixaderas                   |
| Spock                     | Leonard Nimoy       | Isidre Sola i Llop                 |
| Leonard McCoy             | DeForest Kelley     | Eduard Lluís Muntada               |
| Montgomery Scott 'Scotty' | James Doohan        | Joan Carles Gustems Domènec Farell |
| Nyota Uhura               | Nichelle Nichols    | Glòria Roig Azucena Díaz           |
| Pavel Chekov              | Walter Koenig       | Quim Roca Pep Madern               |
| Hikaru Sulu               | George Takei        | Jaume Nadal Enric Cusí             |
| Christine Chapel          | Majel Barrett       | Ana Maria Mauri Rosa Gavin         |
| Natira                    | Katherine Woodville | Roser Cavallé                      |
| Almirall Westervliet      | Byron Morrow        | Joaquim Diaz                       |
| Ancià                     | Jon Lormer          | Joaquim Diaz                       |

## Recepció
En un rànquing del lloc Hollywood.com, Christian Blauvelt situa aquest episodi a la posició 49a dels 79 episodis de la sèrie original. Laurie Ulster va classificar el romanç de McCoy i Natira al número 10 de la llista del 2017 de screenrant.com dels 15 millors romanços de Star Trek. El 2017, Don Kaye va compilar una llista per a Den of Geek de 15 episodis de Star Trek que, tot i que generalment es consideren dolents, encara tenen un cert encant, i va situar aquest episodi en 8è lloc.
Zack Handlen de The A.V. Club va donar a l'episodi una qualificació de 'B-', descrivint-lo com a potencial, però es veu obstaculitzat per un guió que no actua així: "tenim a Kirk i Spock desvelant el misteri a la meitat, i després passant la resta de l'episodi a les tasques de compliment del deure. Saps que McCoy tornarà, saps que es curarà i saps que l'ordinador serà derrotat. L'única pregunta és si Natira arribarà als crèdits finals, i, per sort, ho fa, la qual cosa significa que McCoy, a diferència de Kirk, no és vidu."
El novel·lista de Star Trek Dayton Ward va escriure:
| « | "Perquè el món és buit i he tocat el cel" és una idea decent, en si mateixa. La idea d'una nau generacional encastada en un asteroide val la pena explorar-la. Al cap i a la fi, les variacions del concepte ja eren un element bàsic de la ciència-ficció molt abans que aparegués Star Trek. El meu problema més gran és per què algú -el Fabrini- va sentir necessari ocultar la veritat darrere de la "nau mundial" a la seva població. No tindria més sentit que les generacions de Yonadans estiguessin informades sobre el seu propòsit, i treballessin i entrenissin les properes generacions per estar preparats per quan el vaixell arribi a la seva destinació? En comptes d'això, passegen pels passadissos, aparentment fent poc més que llançar frisbees i rebent les cops ocasionals de l'Oracle. ... L'episodi és típic de la tercera temporada: llarg en conversa, lleuger en acció, execució adequada però poc espectacular. | » |

David Alan Mack, també novel·lista de Star Trek, comenta sobre l'episodi
| « | semblança peculiar amb "La síndrome del paradís", que es va emetre només cinc setmanes abans. Ambdós episodis impliquen l' Enterprise encarregada d'alterar la trajectòria d'un asteroide que es dirigeix cap a un planeta poblat de classe M, descobrint una cultura desplaçada amb un amor pels obeliscs peculiars, i un dels nostres habituals de la sèrie es casa amb la gran sacerdotessa de la cultura. De fet, aquests episodis són tan semblants que van reutilitzar els efectes de la presa de l'asteroide de La síndrome del paradís com a substitut del vaixell de generació disfressat d'asteroides Yonada. | » |

Mack escriu que "simplement no compra el romanç entre McCoy i Natira", però d'altra manera li van agradar les caracteritzacions:
| « | Les actuacions de l'episodi són força bones, tot considerat. La masticació del paisatge de William Shatner es manté sota control, i DeForest Kelley aporta una dignitat tranquil·la a la seva representació de McCoy davant la seva pròpia mort imminent. La discussió entre McCoy i la infermera Christine Chapel (Majel Barrett) se sent genuïna i sincera, i Leonard Nimoy aporta el grau perfecte de compassió tranquil·la al moment en què Spock, després d'haver assabentat de la malaltia de McCoy, s'acosta a calma el seu amic ferit, i McCoy reacciona amb una sorpresa discreta davant la sobtada mostra de preocupació de Spock. De fet, aquesta escena és la millor de tot l'episodi, perquè recull la dinàmica de l'amistat dels tres protagonistes en un únic moment eloqüentment dramatitzat. | » |

Samuel Walters el va qualificar d' "un episodi sorprenentment eficaç sobre la fe cega en les regles i el dogma, així com una història d'amor commovedora", amb la qualificació que la història "fa una bona feina a l'hora de fer créixer el personatge de McCoy. Si l'episodi no hagués sucumbit a una solució fàcil a la seva situació, només perquè aquests episodis necessiten que els seus personatges es mantinguessin, essencialment, iguals, llavors aquesta podria haver estat una narració profunda i commovedora." Una ressenya negativa de Michelle Erica Green se centra sobre la il·lògica de la trama: "Per què els homes porten vestits de quadres brillants i porten espases quan els malfactors poden ser castigats pels seus crims per un ordinador? Per què les dones porten vestits provocatius quan només la sacerdotessa pot triar la seva pròpia parella?" ref>Green, Michelle Erica. «For the World is Hollow and I Have Touched the Sky».   Trek Today, 29-09-2006. [Consulta: 3 setembre 2012].</ref>
Una guia de marató de sèries de Star Trek del 2018 de Den of Geek va recomanar aquest episodi perquè presentava el trio de personatges Kirk, Spock i Bones de la sèrie original.

## Llegat
Orphans of the Sky, una novel·la de Robert A. Heinlein de 1941, en què un nau de generació està poblat per descendents d'una tripulació original degenerada de la mateixa manera en salvatges pre-tecnològics i desconeixent el propòsit original de la nau espacial.
Captive Universe, novel·la del 1969 de Harry Harrison, en la qual s'està duent a terme un viatge de segles en una nau d'asteroides amb la població en gran part ignorant el seu estat, una decisió presa pels planificadors de la missió en la creença que la determinació de la tripulació no hauria pogut perdurar d'una altra manera.
The Starlost, 1973, una sèrie de ciència-ficció canadenca sobre una nau dormida, en la qual la majoria dels passatgers no saben que el seu "món" és, de fet, una nau espacial.
Macrolife, una novel·la de George Zebrowski de 1979, que explora la noció de la humanitat que explota els asteroides buits com a nau especial per a la supervivència i la colonització.
For the World Is Hollow i I Have Touched the Sky (2004), cançó presentada a l'EP Iris de la banda sueca post-rock Jeniferever.
L'episodi 4 de la temporada 1 de The Orville (2017) la tripulació descobreix un vaixell habitat en el qual els habitants no s'adonen que són a bord.

## Publicació de vídeo domèstic
"Perquè el món és buit i he tocat el cel" es va publicar l'any 1988 a LaserDisc als Estats Units. Va ser publicat per Paramount Home Video i va ser llançat com a parella amb "La xarxa tholiana". Els títols de Star Trek van ser populars en el creixent mercat del vídeo domèstic a la dècada de 1980, la pel·lícula Star Trek II va ajudar a establir el mercat del vídeo domèstic.
Aquest episodi es va publicar al Japó el 21 de desembre de 1993 com a part del conjunt complet de LaserDisc de la temporada 3, Star Trek: Original Series log.3. També es va incloure un tràiler d'aquest i dels altres episodis, i l'episodi tenia pistes d'àudio en anglès i japonès. El títol de la portada era スター・トレック TVサードシーズン.